# Idő (film)
Az Idő (eredeti cím: Old) 2021-ben bemutatott amerikai–japán–kínai természetfeletti misztikus thriller, amelyet M. Night Shyamalan írt és rendezett. Shyamalan társproducerként is közreműködött a filmben, amely Pierre Oscar Levy és Frederik Peeters Sandcastle című képregénye alapján készült. Shyamalan a lányától kapott egy példányt a könyvből apák napjára, és miután elolvasta, úgy döntött, hogy megvásárolja a történet jogait. A főszerepet Gael García Bernal, Vicky Krieps, Eliza Scanlen, Thomasin McKenzie, Alex Wolff,  Abbey Lee, Aaron Pierre, Rufus Sewell, Ken Leung, Nikki Amuka-Bird, Embeth Davidtz, Emun Elliott és Kathleen Chalfant alakítja.
Az Idő 2021. július 23-án jelent meg az Amerikai Egyesült Államokban a Universal Pictures forgalmazásában, Magyarországon egy héttel később szinkronizálva, július 29-én az UIP-Dunafilm jóvoltából. Világszerte 89,4 millió dolláros bevételt ért el, és vegyes kritikákat kapott a kritikusoktól: dicsérték az operatőri munkát és a koncepciót, de kritizálták a forgatókönyvet és a színészi játékot. A film témái és a fordulatos befejezés megosztott fogadtatásban részesült.
Egy trópusi nyaraláson lévő család felfedezi, hogy az eldugott tengerpart, ahol néhány órán át pihennek, valahogy gyors öregedést okoz nekik, és az egész életüket egyetlen napra csökkenti.

## Cselekmény
A házas Guy és Prisca Cappa egy trópusi üdülőhelyre utazik kisgyermekeikkel, Maddoxszal és Trenttel, a házasságuk felbontását megelőző utolsó családi vakációra. Az üdülőhely menedzserének tanácsára a család felkeres egy félreeső tengerpartot, amelyet három további fél is elfoglal: a rapper Mid-Sized Sedan és női kísérője; egy Charles nevű sebész, felesége Chrystal, kislányuk, Kara, és Charles édesanyja, Agnes; valamint Jarin és Patricia Carmichael, egy összetartó házaspár. A csoportok nyaralását tragédia sújtja, amikor Mid-Sized Sedan társának vízbe fulladt holttestére bukkannak, amit Agnes hirtelen halála követ. Hamarosan furcsa események történnek, többek között a három gyerek tinédzserré válik. A csoport rájön, hogy a tengerpart rohamosan öregíti őket, körülbelül 30 percenként telik el egy egész évnyi fejlődés. Azt is felfedezik, hogy minden család legalább egy tagjának van valamilyen alapbetegsége, és ha megpróbálnak elmenni, akkor elájulnak, és ismét a parton ébrednek fel.
További tragédia következik be, amikor a kamaszodó Kara és Trent közötti kapcsolat következtében Kara rövid időn belül szülni kezd, de a baba gyorsan meghal a tengerpart hatásaitól. Trent és Maddox megtalálják egy korábbi útitársuk jegyzetfüzetét, valamint arra utaló jeleket, hogy figyelik őket. A távozási kísérletek egyre feszültebbé válnak, amikor Charles egyre súlyosbodó skizofréniája miatt megöli Mid-Sized Sedant. Jarin megfullad, Kara pedig a halálba zuhan, miközben a kiutat keresik, Patricia és Chrystal meghalnak a súlyosbodó epilepszia, illetve hipokalcémia miatt. Charles végül éjszaka skizofréniás rohamban megtámadja Guyt, de Prisca egy rozsdás késsel megvágja, ezzel halálos fertőzést okozva. Az éjszaka folyamán az idős Guy és Prisca kibékülnek, mielőtt pillanatokkal később meghalnának.
Mivel másnap reggelre már csak az immár felnőtt Maddox és Trent van életben, Trent ismét előkeresi a menedzser unokaöccsétől kapott titkos üzenetet, ami összefüggésben lehet a víz alatti korallátjáróval. Abban a hitben, hogy az átjáró lehetővé teszi számukra, hogy eszméletvesztés nélkül elhagyják a partot, ő és a húga átúsznak a korallokon keresztül. Miután nem sikerül kijönniük a vízből, az üdülőközpont egyik alkalmazottja, aki figyeli őket, jelenti, hogy az egész csoport meghalt.
Kiderül, hogy az üdülőhely egy új gyógyszerek klinikai vizsgálatát végző kutatócsoport álcája, amely a betegségeiben szenvedő vendégeket akaratlanul is kísérleti alanyként használja fel. Mivel a tengerpart természetszerűen felgyorsítja a vendégek életét, a kutatók képesek voltak egy nap alatt elvégezni a gyógyszerek élethosszig tartó tesztelését. A kutatók tovább haladnak egy új csoport partra csalogatásával, de megzavarja őket Trent és Maddox érkezése, akik túlélték a víz alatti úszást. A jegyzetfüzetet bizonyítékként használva több vendég eltűnésére, a testvéreknek sikerül a rendőrséget az üdülőhelyre irányítaniuk. Miután a kutatókat letartóztatják, Trent és Maddox hazamennek a nagynénjükhöz, bizonytalanul a jövőjüket illetően.

## Szereplők
| Szerep                            | Színész                             | Magyar hang         |
| --------------------------------- | ----------------------------------- | ------------------- |
| Guy Cappa                         | Gael García Bernal                  | Lengyel Tamás       |
| Prisca Cappa, Guy felesége        | Vicky Krieps                        | Bartsch Kata        |
| Charles                           | Rufus Sewell                        | Fillár István       |
| Trent Cappa, Guy és Prisca fia    | Nolan River (6 évesen)              | Vida Bálint         |
| Trent Cappa, Guy és Prisca fia    | Luca Faustino Rodriguez (11 évesen) | Kelemen Noel        |
| Trent Cappa, Guy és Prisca fia    | Alex Wolff (15 évesen)              | Kenéz Ágoston       |
| Trent Cappa, Guy és Prisca fia    | Emun Elliott (Felnőtt)              | Dévai Balázs        |
| Maddox Cappa, Guy és Prisca lánya | Alexa Swinton (11 évesen)           | Engel-Iván Lili     |
| Maddox Cappa, Guy és Prisca lánya | Thomasin McKenzie (16 évesen)       | Terdik Sára         |
| Maddox Cappa, Guy és Prisca lánya | Embeth Davidtz (Felnőtt)            | Kisfalvi Krisztina  |
| Chrystal, Charles felesége        | Abbey Lee                           | Földes Eszter       |
| Patricia Carmichael               | Nikki Amuka-Bird                    | Bognár Gyöngyvér    |
| Jarin Carmichael                  | Ken Leung                           | Láng Balázs         |
| Kara, Charles és Lisa lánya       | Kylie Begley (6 évesen)             | Nagy Zselyke Hanna  |
| Kara, Charles és Lisa lánya       | Mikaya Fisher (11 évesen)           |                     |
| Kara, Charles és Lisa lánya       | Eliza Scanlen (15 évesen)           | Schmidt Sára        |
| Mid-Sized Sedan / Brendan         | Aaron Pierre                        | Gacsal Ádám         |
| Agnes, Charles anyja              | Kathleen Chalfant                   | Tímár Éva           |
| Niels                             | Gustaf Hammarsten                   | Schnell Ádám        |
| Madrid                            | Francesca Eastwood                  | Törőcsik Franciska  |
| Sidney                            | Matthew Shear                       | Baráth István       |
| Idlib                             | Kailen Jude                         | Kovács András Bátor |
| Kisbusz sofőrje                   | M. Night Shyamalan                  | Crespo Rodrigo      |
| Greg Mitchel                      | Daniel Ison                         | Varga Gábor         |

## A film készítése
2019 októberében jelentették be, hogy Shyamalan a Universal Studios-szal együttműködve két új thrillerfilmet készít, amelyeknek a rendezője, forgatókönyvírója és producere is lesz.
2020 májusában Eliza Scanlen, Thomasin McKenzie, Aaron Pierre, Alex Wolff és Vicky Krieps tárgyalásokat folytattak a szereplőválogatásról. A következő hónapban megerősítették szereplésüket, valamint Abbey Lee, Nikki Amuka-Bird és Ken Leung is csatlakozott a stábhoz. Gael García Bernal júliusban írta alá szerződését a filmbe. 2020 augusztusában Rufus Sewell, Embeth Davidtz és Emun Elliott csatlakozott a szereplők köreihez. Alexa Swinton csatlakozott a 2020 szeptemberében kezdődött forgatáshoz, míg decemberben Nolan River is követte őt.
A forgatás hivatalosan 2020. szeptember 26-án kezdődött a Dominikai Köztársaságban, a film címének bejelentésével együtt. Ez az első alkalom, hogy Shyamalan teljes egészében Philadelphián kívül forgatott. A gyártás 2020. november 15-én fejeződött be.

## Bemutató
A film 2021. július 23-án került a mozikba. Eredetileg ugyanabban az évben február 26-án akarták megjeleníteni, de a COVID-19 világjárvány miatt elhalasztották.

## Fordítás
- Ez a szócikk részben vagy egészben  az   Old (film) című angol Wikipédia-szócikk fordításán alapul.  Az eredeti cikk szerkesztőit annak laptörténete sorolja fel. Ez a jelzés csupán a megfogalmazás eredetét és a szerzői jogokat jelzi, nem szolgál a cikkben szereplő információk forrásmegjelöléseként.